# Valentyina Vlagyimirovna Tyereskova
Valentyina Vlagyimirovna Tyereskova (cirill betűkkel: Валентина Владимировна Терешкова; Bolsoje Maszlennyikovo, 1937. március 6. –) szovjet űrhajós, az első nő a világűrben. 1963. június 16-án a Vosztok–6 fedélzetén szállt fel, 48-szor megkerülte bolygónkat, és három nap után sikeresen visszatért.

## Élete
Édesapja traktoros, édesanyja textilgyári munkás volt. Nappali iskoláit hamar abbahagyta, hogy a textilgyárban dolgozhasson, majd tanulmányait levelező formában folytatta. Szabadidejében ejtőernyőzött. 1959. május 21-én végrehajtotta első ejtőernyős ugrását. Összes ugrásainak száma: 125.
Amikor 1962-ben kiválasztották az űrprogramban való részvételre, ő volt az első, akit tesztrepülési tapasztalatok nélkül választottak ki űrrepülésre, azonban jelentős érv volt ejtőernyős tapasztalata.
A repülés során hívójele Sirály (Csajka) volt. Ő volt az első szovjet űrhajós, aki manuálisan vezethette a járművét (a szovjet űrprogramban elsődleges az automata/távirányított vezérlés volt). Tyereskova a súlytalanságot fizikailag és pszichikailag nehezen viselte, ebből a szovjet szakemberek arra következtettek, hogy a női szervezet kevésbé alkalmas az űrrepülésre.
1963-ban Tyereskova – Hruscsov, a párt első titkára jelenlétében  – házasságot kötött a Vosztok–3 pilótájával, Andrijan Nyikolajevvel. Egy gyermekük született, Jelena. A szülők 1982-ben elváltak.
Ő az egyetlen vezérőrnagyi rangban lévő nő az Orosz Fegyveres Erőknél.
1968-tól a Szovjet Nőbizottság elnöke volt.
Hobbiként egy ázsiai galambfajta, a buharai dobos nemzetközi hírű tenyésztője.
A Holdon egy krátert neveztek el róla.
2011-ben a jaroszlavli regionális listán az Egységes Oroszország pártból beválasztották az orosz Állami Dumába. Tyereskova Jelena Mizulinával, Irina Jarovajával és Andrej Szkoccsal  a keresztény értékek védelmével foglalkozó frakcióközi helyettes csoport tagja; ebben a minőségében támogatta az orosz alkotmány módosításának bevezetését, amely szerint "az ortodoxia Oroszország nemzeti és kulturális identitásának alapja". 2011. december 21-től az Állami Duma Szövetségi Szervezeti és Helyi Önkormányzati Bizottságának alelnöke.
2014. február 7-én, a szocsi téli olimpiai játékok megnyitó ünnepségén az olimpiai lobogót Oroszország nyolc köztiszteletben álló személyisége hozta be, egyikük Tyereskova volt.
2020. március 10-én Tyereskova terjesztette be az orosz parlamentben azt az alkotmánymódosítási javaslatot, amely lehetővé teszi, hogy Vlagyimir Putyin megszakítás nélkül harmadszor is elnök lehessen.

## Galéria

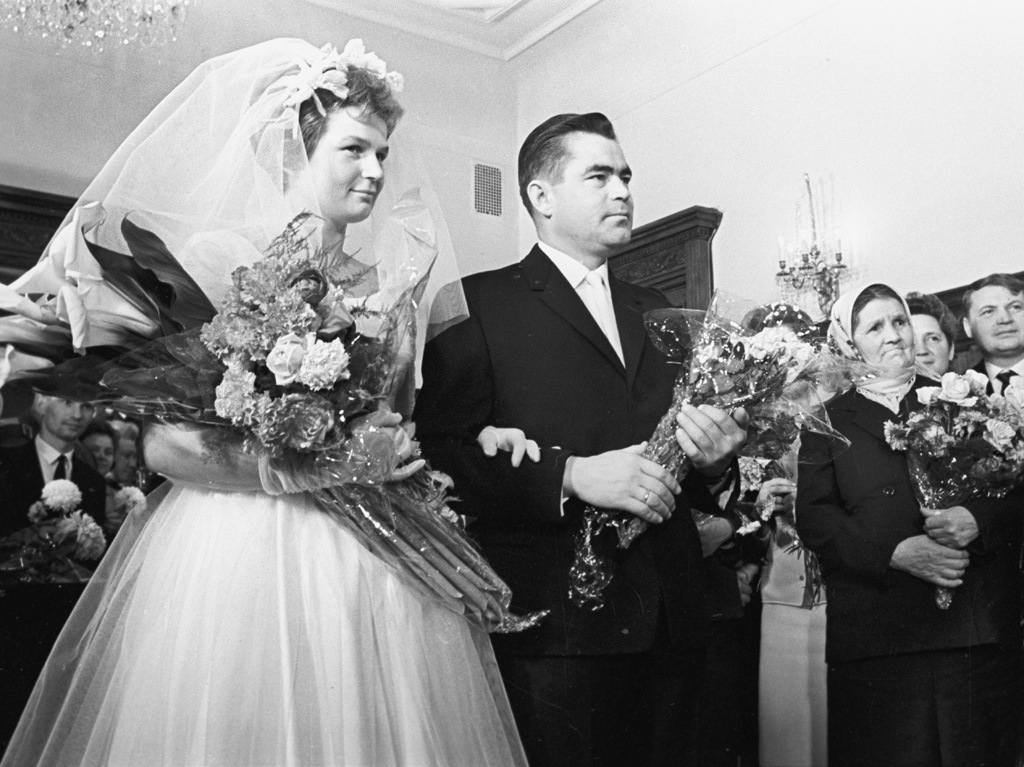
Tyereskova és Nyikolajev esküvője
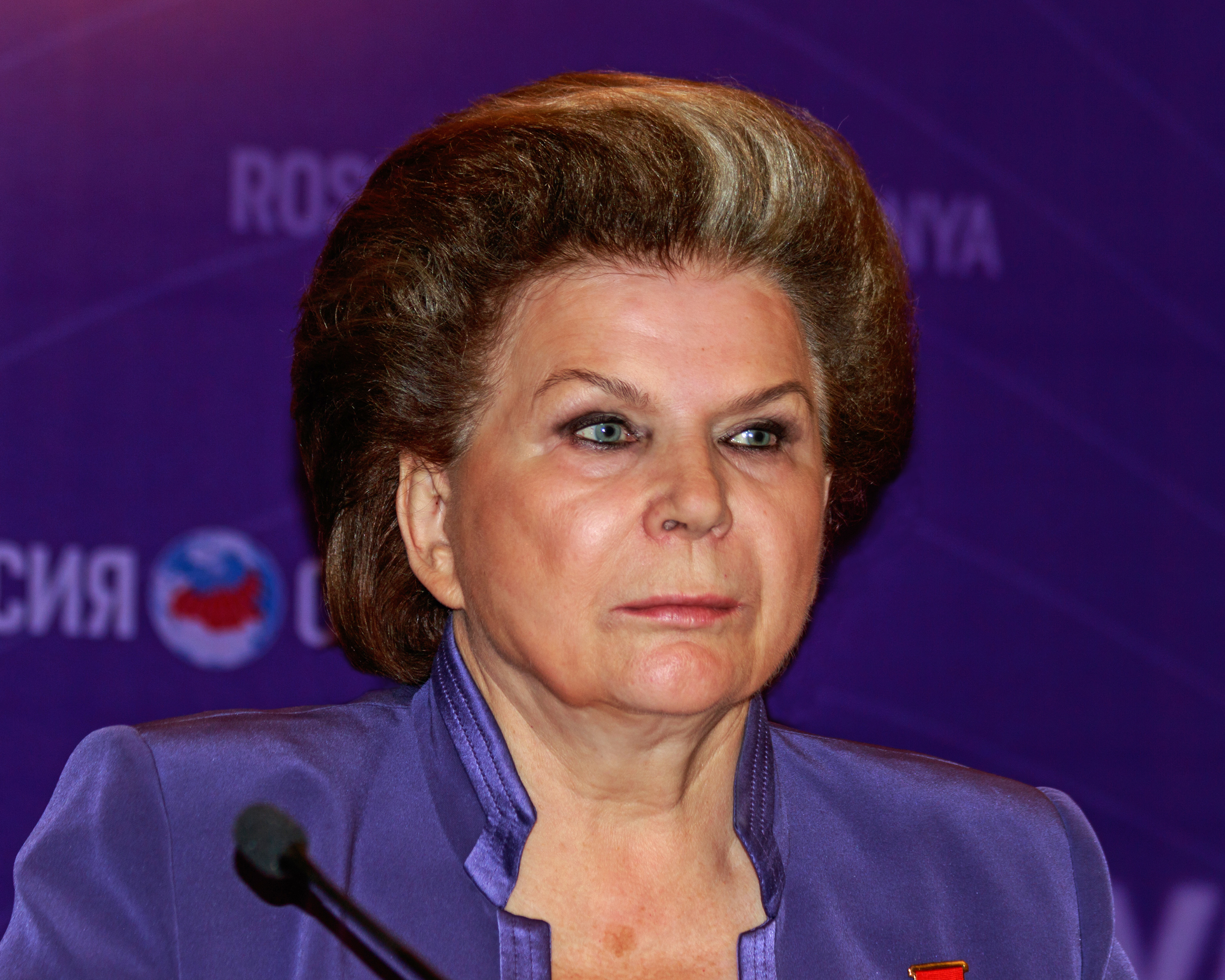
Tyereskova 2015-ben